# 24 Hour Party People
24 Hour Party People är en brittisk dramakomedifilm från 2002 i regi av Michael Winterbottom och med manus av Frank Cottrell Boyce. Filmen handlar om Manchesterscenen från punkens födelse kring 1977, genom "Madchester"-scenen till acid-erans död i mitten av 1990-talet och speciellt om musiken och människorna kring skivbolaget Factory Records och nattklubben The Haçienda.

## Handling
Filmens handling kretsar runt Factory Records grundare och chef, Tony Wilson (spelad av Steve Coogan). Filmen följer i stort sett hans karriär samt de tongivande artisterna på Factory Records, främst Joy Division, New Order, A Certain Ratio, The Durutti Column och Happy Mondays.
Filmen är en dramatisering som bygger på kombinationer av verkliga händelser, rykten, skrönor och manusförfattarens fantasi - vilket filmen också gör klart för tittaren. I en scen har Howard Devoto (spelad av Martin Hancock) sex med Wilsons första fru, varpå den riktige Devoto vänder sig till kameran med kommentaren "Det här minns jag inte alls." Den fjärde väggen bryts konstant genom hela filmen när Wilson, som agerar filmens berättare, kommenterar händelserna in i kameran. I filmen blandas iscensatta skådespelarinsatser med verkliga filmupptagningar från konserter som Sex Pistols mytomspunna framträdande på Lesser Free Trade Hall.

## Rollista i urval
- Steve Coogan – Tony Wilson
- John Thomson – Charles (producent på Granada TV)
- Shirley Henderson – Lindsay Wilson (Tonys första fru)
- Paddy Considine – Rob Gretton (Joy Divisions/New Orders manager)
- Lennie James – Alan Erasmus (medgrundare av Factory)
- Andy Serkis – Martin Hannett (musikproducent)
- Sean Harris – Ian Curtis (sångare i Joy Division)
- John Simm – Bernard Sumner (gitarrist i Joy Division/New Order)
- Ralf Little – Peter Hook (elbasist i Joy Division/New Order)
- Tim Horrocks – Stephen Morris (trummis i Joy Division/New Order)
- Danny Cunningham – Shaun Ryder (sångare i Happy Mondays)
- Chris Coghill – Bez (dansare och maracasspelare i Happy Mondays)
- Paul Popplewell – Paul Ryder (elbasist i Happy Mondays, bror till Shaun)
- Ron Cook – Derek Ryder (bröderna Ryders pappa)
- Kieran O'Brien – Nathan (Happy Mondays manager)
- Raymond Waring – Vini Reilly (sångare och gitarrist i The Durutti Column)
- Dave Gorman – John the Postman (brevbärare/punksångare)
- Peter Kay – Don Tonay
- Enzo Cilenti – Peter Saville (Factorys grafiska designer)
- Rob Brydon – Ryan Letts (journalist)